# Бедлам

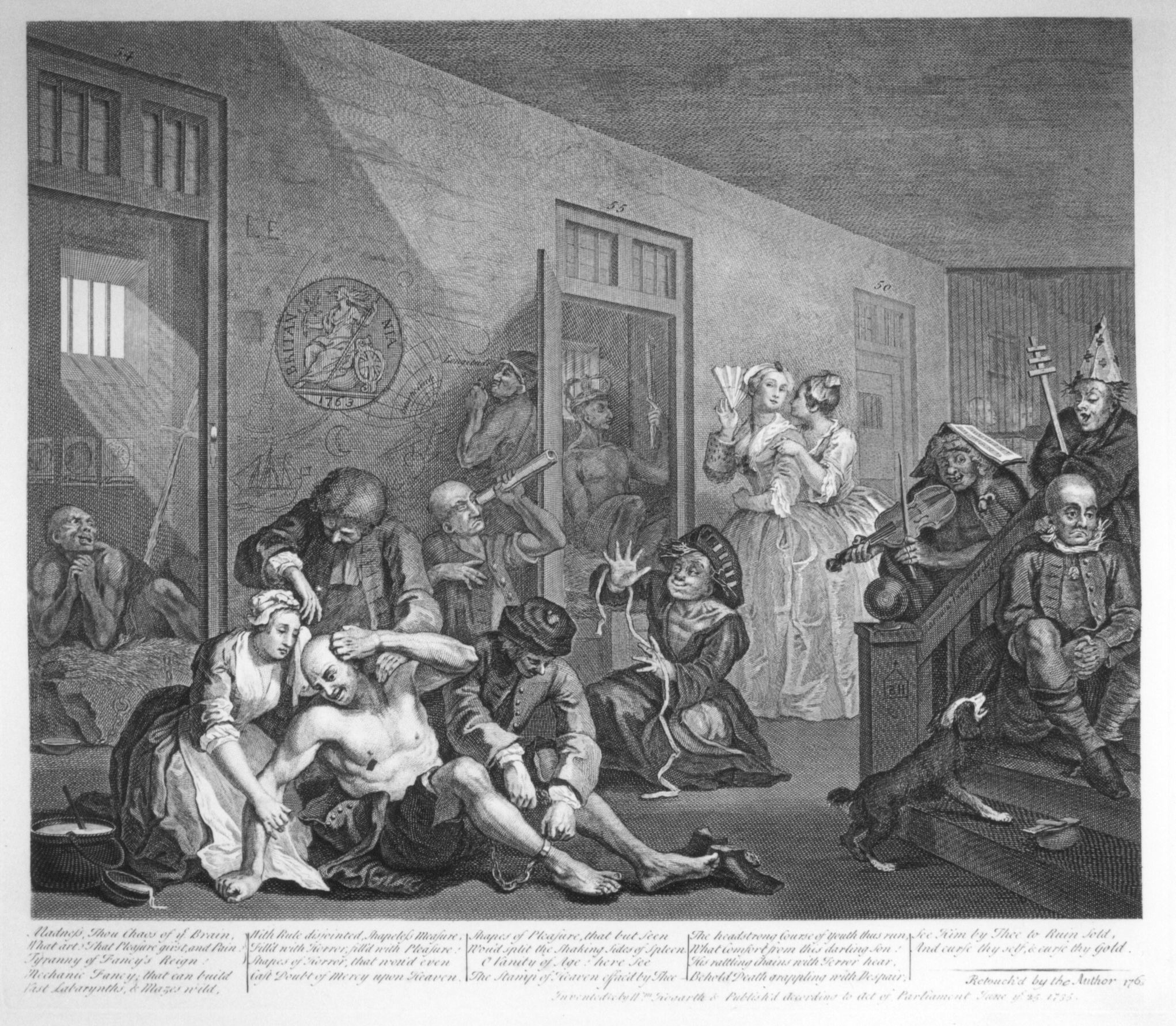
Гравер В. Хогарт. «У лікарні Бедлам», гравюра з серії «Кар'єра транжира»

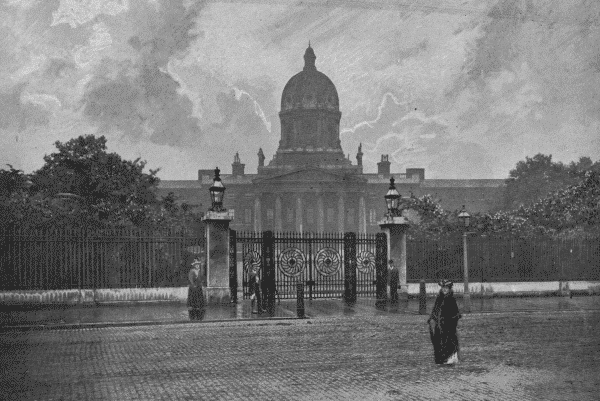
Шпиталь Бетлем у 1896 році. Гравюра

51°22′51″ пн. ш. 0°01′46″ зх. д. / 51.380833333333° пн. ш. 0.029444444444444° зх. д.
Бедла́м (англ. Bethlem Royal Hospital) — відома назва лікарні для психічно хворих у Лондоні. Заклад безперервно існував протягом декількох століть. Від його назви в українську мову прийшло поняття «бедлам» — хаос, безлад, що нагадує божевілля.

## Історія назви
Назва походить від слова Вифлеєм, з англійської — Бетлем (Bethlem). На цьому місті в Лондоні колись був монастир ордена Вифлеємської зірки..

## Заклад
Бедлам — назва шпиталю, що був при монастирі ордену Вифлеємської зірки. Там утримували психічно хворих і блаженних. Заклад існував протягом декількох століть.
Бетлем зробили частиною міста Лондон з 1247 року. З 1330 року тут розташували шпиталь, а з 1377 року сюди почали звозити психічно хворих. Умови утримання були дикі: енергійних чи суспільно небезпечних божевільних кували в кайдани й кріпили до стін чи підлоги, з відділення божевільних зробили атракціон: сюди дозволяли приходити усім охочим на своєрідні екскурсії. Аби зацікавити відвідувачів, їм дозволяли приносити довгі жердини й цькувати хворих у їхніх клітках. Жорстокість відвідувачів була відображенням жорстокості суспільного устрою, де землевласники зганяли селян із земель, збільшуючи кількість жебраків і безпритульних. Піратство в Британії оголосили гідним джентльмена бізнесом, а аристократія вступала з піратами-британцями у змову. Падіння моралі було таким значним, що частина британців — піратів тікала з країни, переходила у магометанство й починала грабувати англійські ж поселення. Захоплених англійців продавали в рабство, чоловіків — на галери гребцями, жінок — у мусульманські гареми. Аби якось зарадити проблемі, в англійських церквах розпочався збір коштів на викуп полонених у мусульман.
Шпиталь для психічно хворих Бедлам став сумно відомим жорстоким поводженням з утриманими. У 18 столітті з утримання хворих зробили невеликий бізнес і показували божевільних за гроші. Вхід був вільним у перший вівторок кожного місяця. Кількість відвідувачів шпиталю Бедлам у 1814 році сягала  96.000.

## Після французької революції
Французи на хвилі демократизації звичаїв у часи французької революції 1789–1793 років провели реформи утримання божевільних, яке стало більш гуманним (відмова від тортур, примусове обливання холодною водою, відмова від кайданів для спокійних та інше). Ці реформи перейняли і в Британії у 1813 — 1814 роках. Вибудували зразковий шпиталь, де утримання хворих було поліпшене на зразок французьких закладів.